# Specialtillverkning
Vid specialtillverkning utformas en viss produkt på ett unikt sätt, så att den skiljer sig från mängden. Exempel på produkter som kan specialtillverkas är vapen, flygplan, kläder, bilar, motorcyklar och mobiltelefoner. Dessa produkter brukar dessutom oftast ha ett avsevärt högre pris än massproducerade produkter av standardsutförande.